# Zandstuve

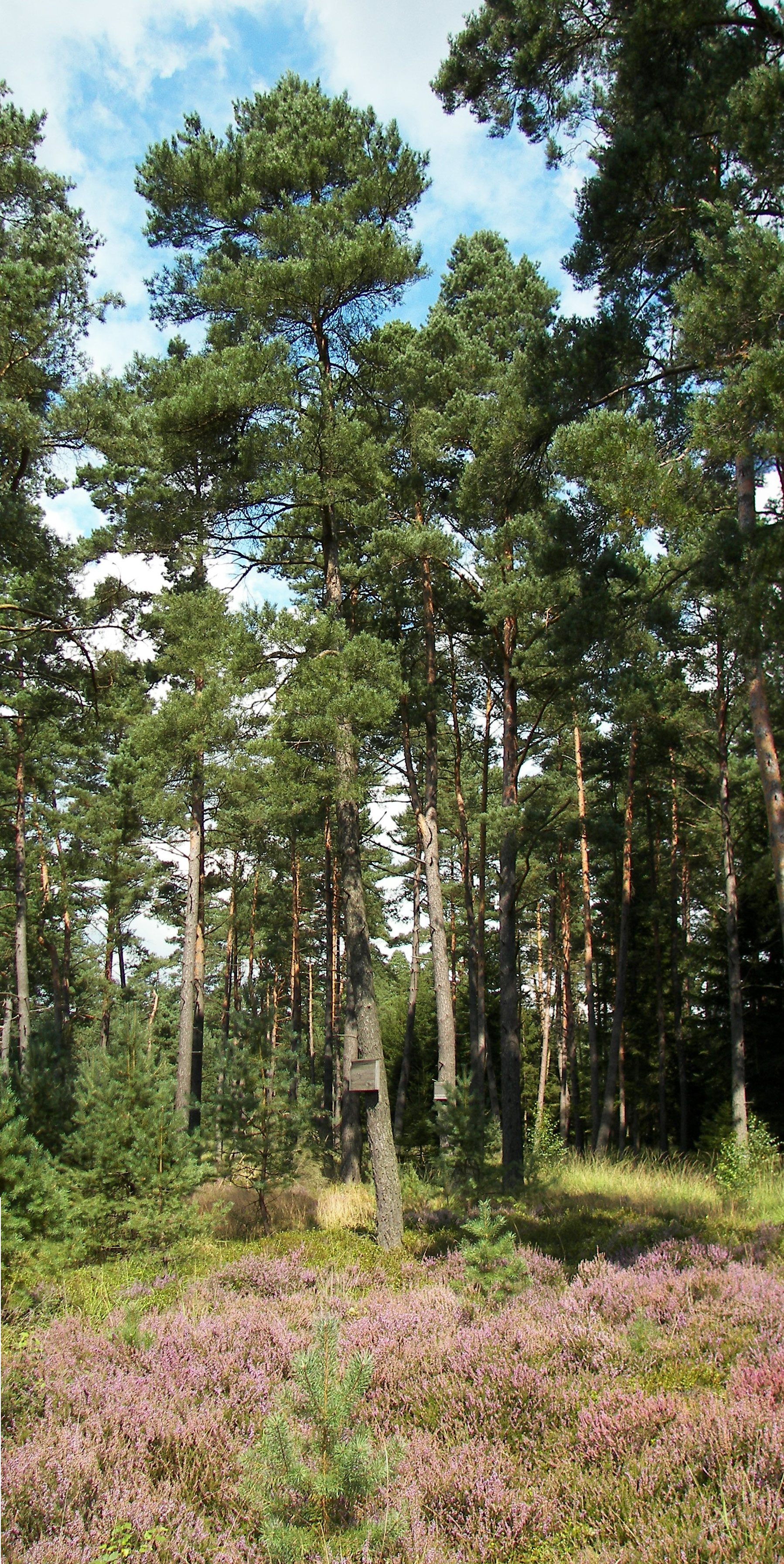
Grove den

De Zandstuve is een 138 hectare groot bosgebied van Landschap Overijssel tussen Den Ham en Vroomshoop in de provincie Overijssel in Nederland. Het is door het grote aantal zandpaden een wandelgebied bij uitstek. Er zijn twee wandelroutes uitgezet. Het natuurgebied wordt grotendeels omgeven door bedrijven met intensieve landbouw.
Tot eind 19e eeuw bestond het enigszins geaccidenteerde gebied uit woeste grond. Veen en zand, spaarzaam met heide begroeid. Nadat er minder geplagd en gegraasd werd vond er spontaan bosvorming plaats. Grove den, eik en berk verdrongen steeds meer de heide en de zandverstuiving. Vanaf 1910 kreeg de Zandstuve de bestemming van productiebos, daartoe werd fijnspar, Oostenrijkse den, lariks en douglasspar aangeplant. Inmiddels is dit naaldbos op een aantal plaatsen na houtkap op natuurlijke wijze vervangen door een meer gevarieerd loofbos met veel jonge eiken. Door de geïsoleerde ligging ten opzichte van andere natuurgebieden is het reservaat niet opgenomen in het Natuurnetwerk Nederland.
Roofvogels als buizerd, sperwer, ransuil, havik en torenvalk vinden hier een rust- en broedgebied. De omliggende landbouwgronden zijn een geschikt jachtgebied. Ook voor zangvogels, waaronder de raaf is het een aantrekkelijk leefgebied. In voor- en najaar dient het als tussenstop voor trekvogels.
In de Zandstuve leven de Europese ree en de das. Ook marterachtigen als hermelijn, marter en bunzing komen er voor.